# Aclopus wuenschei
Aclopus wuenschei är en skalbaggsart som beskrevs av Ohaus 1912. Aclopus wuenschei ingår i släktet Aclopus och familjen Aclopidae. Inga underarter finns listade i Catalogue of Life.